# Marty Murray
Marty Murray, född 16 februari 1975, är en kanadensisk ishockeytränare och före detta professionell ishockeyspelare som är general manager och tränare för det amerikanska juniorishockeylaget Sioux Falls Stampede i United States Hockey League (USHL).
Han som spelare tillbringade åtta säsonger i den nordamerikanska ishockeyligan National Hockey League (NHL), där han spelade för Calgary Flames, Philadelphia Flyers, Carolina Hurricanes och Los Angeles Kings. Han producerade 73 poäng (31 mål och 42 assists) samt drog på sig 41 utvisningsminuter på 261 grundspelsmatcher. Han blev draftad av Calgary Flames i fjärde rundan i 1993 års draft som 96:e spelare totalt.
Murray spelade även för HC Lugano i Nationalliga A (NLA); Kölner Haie och Hannover Scorpions i Deutsche Eishockey Liga (DEL); EC VSV i Österrikiska ishockeyligan; Saint John Flames, Philadelphia Phantoms, Manchester Monarchs, Manitoba Moose och Milwaukee Admirals i American Hockey League (AHL) samt Brandon Wheat Kings i Western Hockey League (WHL).
Efter spelarkarriären har han arbetat som både general manager och tränare, först för Minot Minotauros i North American Hockey League (NAHL) och sen Sioux Falls Stampede i USHL.
Murray är kusin till ishockeyspelaren Wyatt Kalynuk, som spelar inom organisationen för Chicago Blackhawks i NHL.

## Statistik
| Källa: Utv = Utvisningsminuter | Källa: Utv = Utvisningsminuter                        | Källa: Utv = Utvisningsminuter                        |                                                       | Grundserie                                            | Grundserie                                            | Grundserie                                            | Grundserie                                            | Grundserie                                            |                                                       | Slutspel                                              | Slutspel                                              | Slutspel                                              | Slutspel                                              | Slutspel                                              |                                                       |
| Säsong                         | Lag                                                   | Liga                                                  | Matcher                                               | Mål                                                   | Assists                                               | Poäng                                                 | Utv                                                   | Matcher                                               | Mål                                                   | Assists                                               | Poäng                                                 | Utv                                                   |                                                       |                                                       |                                                       |
| ------------------------------ | ----------------------------------------------------- | ----------------------------------------------------- | ----------------------------------------------------- | ----------------------------------------------------- | ----------------------------------------------------- | ----------------------------------------------------- | ----------------------------------------------------- | ----------------------------------------------------- | ----------------------------------------------------- | ----------------------------------------------------- | ----------------------------------------------------- | ----------------------------------------------------- | ----------------------------------------------------- | ----------------------------------------------------- | ----------------------------------------------------- |
| 1989–1990                      | Southwest Cougars                                     | MMHL                                                  | 40                                                    | 41                                                    | 34                                                    | 75                                                    | —                                                     | —                                                     | —                                                     | —                                                     | —                                                     | —                                                     |                                                       |                                                       |                                                       |
| 1990–1991                      | Southwest Cougars                                     | MMHL                                                  | 36                                                    | 46                                                    | 47                                                    | 93                                                    | 50                                                    | —                                                     | —                                                     | —                                                     | —                                                     | —                                                     |                                                       |                                                       |                                                       |
| 1991–1992                      | Brandon Wheat Kings                                   | WHL                                                   | 68                                                    | 20                                                    | 36                                                    | 56                                                    | 22                                                    | —                                                     | —                                                     | —                                                     | —                                                     | —                                                     |                                                       |                                                       |                                                       |
| 1992–1993                      | Brandon Wheat Kings                                   | WHL                                                   | 67                                                    | 29                                                    | 65                                                    | 94                                                    | 50                                                    | 4                                                     | 1                                                     | 3                                                     | 4                                                     | 0                                                     |                                                       |                                                       |                                                       |
| 1993–1994                      | Brandon Wheat Kings                                   | WHL                                                   | 64                                                    | 43                                                    | 71                                                    | 114                                                   | 33                                                    | 14                                                    | 6                                                     | 14                                                    | 20                                                    | 14                                                    |                                                       |                                                       |                                                       |
| 1994–1995                      | Brandon Wheat Kings                                   | WHL                                                   | 65                                                    | 40                                                    | 88                                                    | 128                                                   | 53                                                    | 18                                                    | 9                                                     | 20                                                    | 29                                                    | 16                                                    |                                                       |                                                       |                                                       |
| 1995–1996                      | Calgary Flames                                        | NHL                                                   | 15                                                    | 3                                                     | 3                                                     | 6                                                     | 0                                                     | —                                                     | —                                                     | —                                                     | —                                                     | —                                                     |                                                       |                                                       |                                                       |
|                                | Saint John Flames                                     | AHL                                                   | 58                                                    | 25                                                    | 31                                                    | 56                                                    | 20                                                    | 14                                                    | 2                                                     | 4                                                     | 6                                                     | 4                                                     |                                                       |                                                       |                                                       |
| 1996–1997                      | Calgary Flames                                        | NHL                                                   | 2                                                     | 0                                                     | 0                                                     | 0                                                     | 4                                                     | —                                                     | —                                                     | —                                                     | —                                                     | —                                                     |                                                       |                                                       |                                                       |
|                                | Saint John Flames                                     | AHL                                                   | 67                                                    | 19                                                    | 39                                                    | 58                                                    | 40                                                    | 5                                                     | 2                                                     | 3                                                     | 5                                                     | 4                                                     |                                                       |                                                       |                                                       |
| 1997–1998                      | Calgary Flames                                        | NHL                                                   | 2                                                     | 0                                                     | 0                                                     | 0                                                     | 2                                                     | —                                                     | —                                                     | —                                                     | —                                                     | —                                                     |                                                       |                                                       |                                                       |
|                                | Saint John Flames                                     | AHL                                                   | 41                                                    | 10                                                    | 30                                                    | 40                                                    | 16                                                    | 21                                                    | 10                                                    | 10                                                    | 20                                                    | 12                                                    |                                                       |                                                       |                                                       |
| 1998–1999                      | EC VSV                                                | Österrike                                             | 56                                                    | 40                                                    | 62                                                    | 102                                                   | 18                                                    | —                                                     | —                                                     | —                                                     | —                                                     | —                                                     |                                                       |                                                       |                                                       |
| 1999–2000                      | Kölner Haie                                           | DEL                                                   | 56                                                    | 12                                                    | 47                                                    | 59                                                    | 28                                                    | 10                                                    | 4                                                     | 3                                                     | 7                                                     | 2                                                     |                                                       |                                                       |                                                       |
| 2000–2001                      | Calgary Flames                                        | NHL                                                   | 7                                                     | 0                                                     | 0                                                     | 0                                                     | 0                                                     | —                                                     | —                                                     | —                                                     | —                                                     | —                                                     |                                                       |                                                       |                                                       |
|                                | Saint John Flames                                     | AHL                                                   | 56                                                    | 24                                                    | 56                                                    | 80                                                    | 36                                                    | 19                                                    | 4                                                     | 16                                                    | 20                                                    | 18                                                    |                                                       |                                                       |                                                       |
| 2001–2002                      | Philadelphia Flyers                                   | NHL                                                   | 74                                                    | 12                                                    | 15                                                    | 27                                                    | 10                                                    | 5                                                     | 0                                                     | 1                                                     | 1                                                     | 0                                                     |                                                       |                                                       |                                                       |
|                                | Philadelphia Phantoms                                 | AHL                                                   | 3                                                     | 0                                                     | 3                                                     | 3                                                     | 2                                                     | —                                                     | —                                                     | —                                                     | —                                                     | —                                                     |                                                       |                                                       |                                                       |
| 2002–2003                      | Philadelphia Flyers                                   | NHL                                                   | 76                                                    | 11                                                    | 15                                                    | 26                                                    | 13                                                    | 4                                                     | 0                                                     | 0                                                     | 0                                                     | 4                                                     |                                                       |                                                       |                                                       |
| 2003–2004                      | Carolina Hurricanes                                   | NHL                                                   | 66                                                    | 5                                                     | 7                                                     | 12                                                    | 8                                                     | —                                                     | —                                                     | —                                                     | —                                                     | —                                                     |                                                       |                                                       |                                                       |
| 2004–2005                      | Spelade ej på grund av konflikt mellan NHL och NHLPA. | Spelade ej på grund av konflikt mellan NHL och NHLPA. | Spelade ej på grund av konflikt mellan NHL och NHLPA. | Spelade ej på grund av konflikt mellan NHL och NHLPA. | Spelade ej på grund av konflikt mellan NHL och NHLPA. | Spelade ej på grund av konflikt mellan NHL och NHLPA. | Spelade ej på grund av konflikt mellan NHL och NHLPA. | Spelade ej på grund av konflikt mellan NHL och NHLPA. | Spelade ej på grund av konflikt mellan NHL och NHLPA. | Spelade ej på grund av konflikt mellan NHL och NHLPA. | Spelade ej på grund av konflikt mellan NHL och NHLPA. | Spelade ej på grund av konflikt mellan NHL och NHLPA. | Spelade ej på grund av konflikt mellan NHL och NHLPA. | Spelade ej på grund av konflikt mellan NHL och NHLPA. | Spelade ej på grund av konflikt mellan NHL och NHLPA. |
| 2005–2006                      | Hannover Scorpions                                    | DEL                                                   | 24                                                    | 7                                                     | 15                                                    | 22                                                    | 16                                                    | 9                                                     | 4                                                     | 3                                                     | 7                                                     | 35                                                    |                                                       |                                                       |                                                       |
| 2006–2007                      | Los Angeles Kings                                     | NHL                                                   | 19                                                    | 0                                                     | 2                                                     | 2                                                     | 4                                                     | —                                                     | —                                                     | —                                                     | —                                                     | —                                                     |                                                       |                                                       |                                                       |
|                                | Philadelphia Phantoms                                 | AHL                                                   | 11                                                    | 2                                                     | 13                                                    | 15                                                    | 4                                                     | —                                                     | —                                                     | —                                                     | —                                                     | —                                                     |                                                       |                                                       |                                                       |
|                                | Manchester Monarchs                                   | AHL                                                   | 34                                                    | 12                                                    | 28                                                    | 40                                                    | 24                                                    | 16                                                    | 6                                                     | 8                                                     | 14                                                    | 11                                                    |                                                       |                                                       |                                                       |
| 2007–2008                      | HC Lugano                                             | NLA                                                   | 49                                                    | 7                                                     | 25                                                    | 32                                                    | 22                                                    | 5                                                     | 2                                                     | 2                                                     | 4                                                     | 0                                                     |                                                       |                                                       |                                                       |
| 2008–2009                      | Manchester Monarchs                                   | AHL                                                   | 76                                                    | 15                                                    | 39                                                    | 54                                                    | 37                                                    | —                                                     | —                                                     | —                                                     | —                                                     | —                                                     |                                                       |                                                       |                                                       |
| 2009–2010                      | Manitoba Moose                                        | AHL                                                   | 59                                                    | 10                                                    | 20                                                    | 30                                                    | 26                                                    | —                                                     | —                                                     | —                                                     | —                                                     | —                                                     |                                                       |                                                       |                                                       |
|                                | Milwaukee Admirals                                    | AHL                                                   | 15                                                    | 5                                                     | 5                                                     | 10                                                    | 10                                                    | 7                                                     | 2                                                     | 3                                                     | 5                                                     | 2                                                     |                                                       |                                                       |                                                       |
| NHL totalt                     | NHL totalt                                            | NHL totalt                                            | 261                                                   | 31                                                    | 42                                                    | 73                                                    | 41                                                    | 9                                                     | 0                                                     | 1                                                     | 1                                                     | 4                                                     |                                                       |                                                       |                                                       |
| DEL totalt                     | DEL totalt                                            | DEL totalt                                            | 80                                                    | 19                                                    | 62                                                    | 81                                                    | 44                                                    | 19                                                    | 8                                                     | 6                                                     | 14                                                    | 37                                                    |                                                       |                                                       |                                                       |
| AHL totalt                     | AHL totalt                                            | AHL totalt                                            | 420                                                   | 122                                                   | 264                                                   | 386                                                   | 215                                                   | 82                                                    | 26                                                    | 44                                                    | 70                                                    | 51                                                    |                                                       |                                                       |                                                       |
| WHL totalt                     | WHL totalt                                            | WHL totalt                                            | 264                                                   | 132                                                   | 260                                                   | 392                                                   | 158                                                   | 36                                                    | 16                                                    | 37                                                    | 53                                                    | 30                                                    |                                                       |                                                       |                                                       |

### Internationellt
| Källa:        | Källa:        | Källa:        |         | Utv = Utvisningsminuter | Utv = Utvisningsminuter | Utv = Utvisningsminuter | Utv = Utvisningsminuter | Utv = Utvisningsminuter |
| År            | Lag           | Mästerskap    | Matcher | Mål                     | Assists                 | Poäng                   | Utv                     |                         |
| ------------- | ------------- | ------------- | ------- | ----------------------- | ----------------------- | ----------------------- | ----------------------- | ----------------------- |
| 1994          | Kanada        | JVM           | 7       | 1                       | 3                       | 4                       | 0                       |                         |
| 1995          | Kanada        | JVM           | 7       | 6                       | 9                       | 15                      | 0                       |                         |
| Junior totalt | Junior totalt | Junior totalt | 14      | 7                       | 12                      | 19                      | 0                       |                         |